# メトロポリタン美術館 (みんなのうた)
「メトロポリタン美術館」（メトロポリタンミュージアム）は、大貫妙子の歌。作詞・作曲は大貫自身が手掛けている。
NHK『みんなのうた』で1984年4月 - 5月に放送された。

## 概要
アメリカ合衆国の児童文学作家E・L・カニグズバーグの『クローディアの秘密』に着想を得てつくられたといわれる。実際に、「天使の像」や古代エジプトのミイラを収めた石棺などいくつのモチーフが、この曲の歌詞に登場している。
曲名の表記は「メトロポリタン美術館」であるが、放送映像では、冒頭「メトロポリタンミュージアム」の字幕が映しだされ読み上げられる。大貫の歌唱に合わせて、岡本忠成制作による人形アニメが展開されてゆく。ラストシーンの「大好きな絵」とは、エドガー・ドガ「踊りのレッスン（ダンス教室）」（1871年作、メトロポリタン美術館所蔵）である。
本曲は『みんなのうた』の放送楽曲の中でもとりわけ人気が高く、初回放送から8か月後の1984年12月 - 1985年1月の再放送を皮切りに定期的に再放送されている。映像作品は、番組の他にNHKエンタープライズより2011年に発売されたDVD『NHK みんなのうた 第8集』、東芝EMIより2005年に発売されたDVD『みんなのうた ベストヒット・コレクション』でも見ることができる。
大貫の作品では、シングル「宇宙みつけた」のB面や、アルバム『Comin' Soon』『Boucles d'oreilles（ブックル ドレイユ）』などに収録されている。また、2011年にソニー・ミュージックダイレクトより発売されたCDアルバム『NHK みんなのうた 50 アニバーサリー・ベスト 〜大きな古時計～』には大貫の歌唱によるオリジナル音源が収録された。ほか、井上美哉子・新倉芳美・KUKO・新居昭乃・吉田美智子・SAWA・白坂小梅（桜咲千依）等多くの歌手によって歌われ、録音されている。
映像が暗めだったり、番組上デフォルメされている一般的な包帯を巻いたファラオのミイラや終盤の歌詞通りに「大好きな絵の中に閉じ込められる」など怖い印象を受け、本放送当時子供だった世代からは子供の頃怖かった物に「みんなのうたのメトロポリタン美術館」を上げて「怖かった」と言う感想がSNSに上がる事が多い。

## 再放送
- 1984年12月 - 1985年1月
- 1985年12月 - 1986年1月
- 1986年10月 - 11月
- 1987年10月 - 11月
- 1988年10月 - 11月
- 1990年2月 - 3月
- 1991年4月 - 5月
- 1992年4月 - 5月（ラジオのみ）
- 1996年10月 - 11月
- 1998年6月 - 7月
- 2001年4月 - 5月
- 2011年8月 - 9月（お楽しみ枠）
- 2012年10月27日・11月24日（リクエスト）
- 2015年12月 - 2016年1月
- 2017年12月 - 2018年1月（お楽しみ枠）
- 2021年5月
- 2024年4月 - 5月

## カバー
「みんなのうた」関連
- KUKO（日本コロムビア版カバー）
- 新倉芳美（キングレコード版カバー）
- 吉田美智子（ポニーキャニオン版カバー）
- 井上美哉子（ケイエスクリエイト版カバー）
- 新居昭乃（東芝EMI版カバー）

その他
- エイプリルズ　(2002年発売のコンピレーション・アルバム『ウサギチャンスーパースター！vol.0001』収録)
- ビューティフルハミングバード　(2007年発売のアルバム『Lingkaran for baby』に収録)
- SAWA（2008年発売のアルバム『TIME＆SPACE ～SPECIAL Edition～』に収録）
- 永山マキ meets hitme & miggy（2008年発売のアルバム『音のブーケ 大貫妙子 カヴァー集』に収録）
- omu-tone（2008年発売のアルバム『音のブーケ 大貫妙子 カヴァー集』に収録）
- やくしまるえつこ（2013年発売のアルバム『RADIO ONSEN EUTOPIA』に収録）
- 白坂小梅（桜咲千依）（2014年発売のアルバム『THE IDOLM@STER CINDERELLA MASTER Cool jewelries! 002』に収録）

## 参考画像

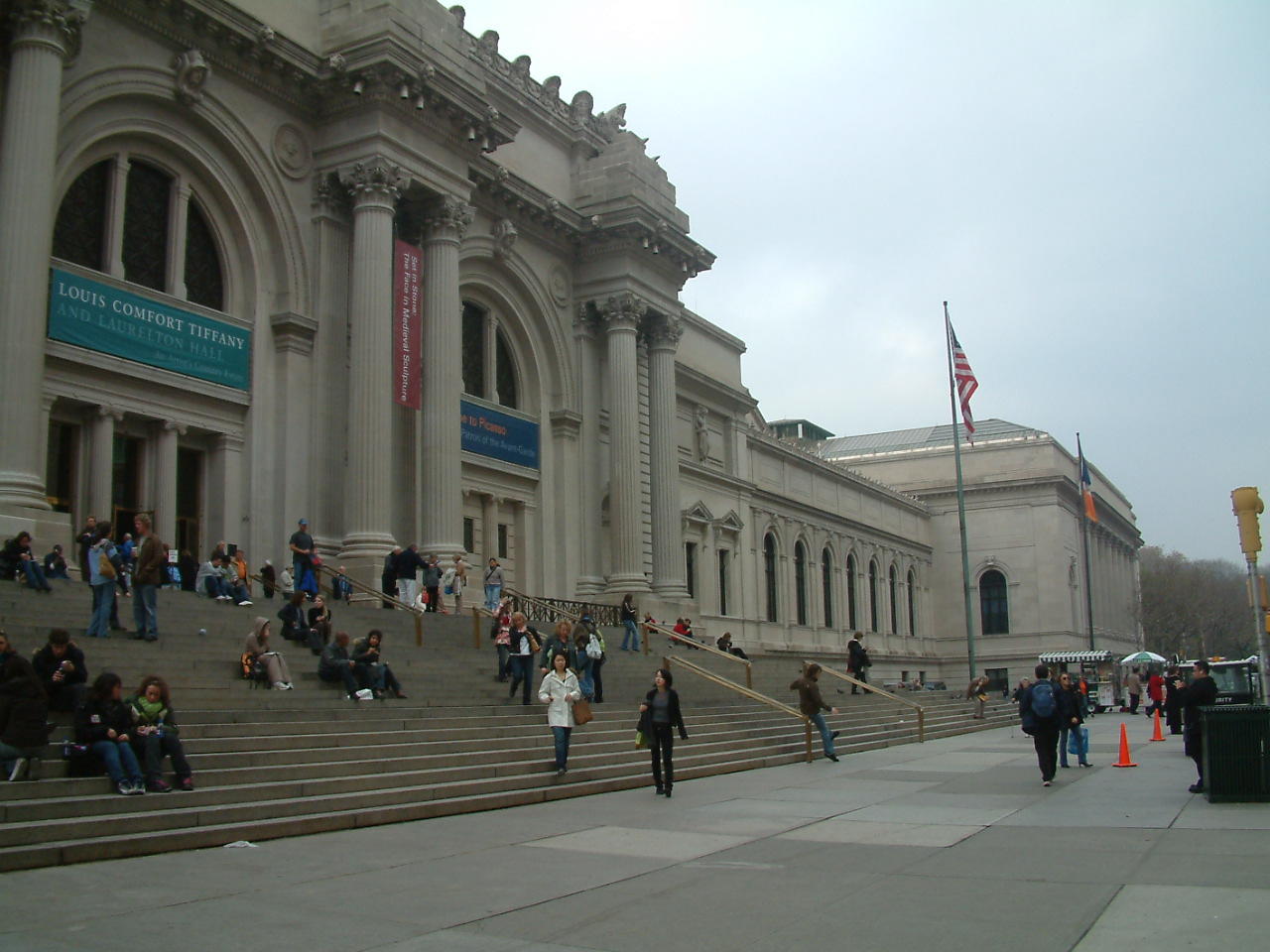
メトロポリタン美術館、ニューヨーク
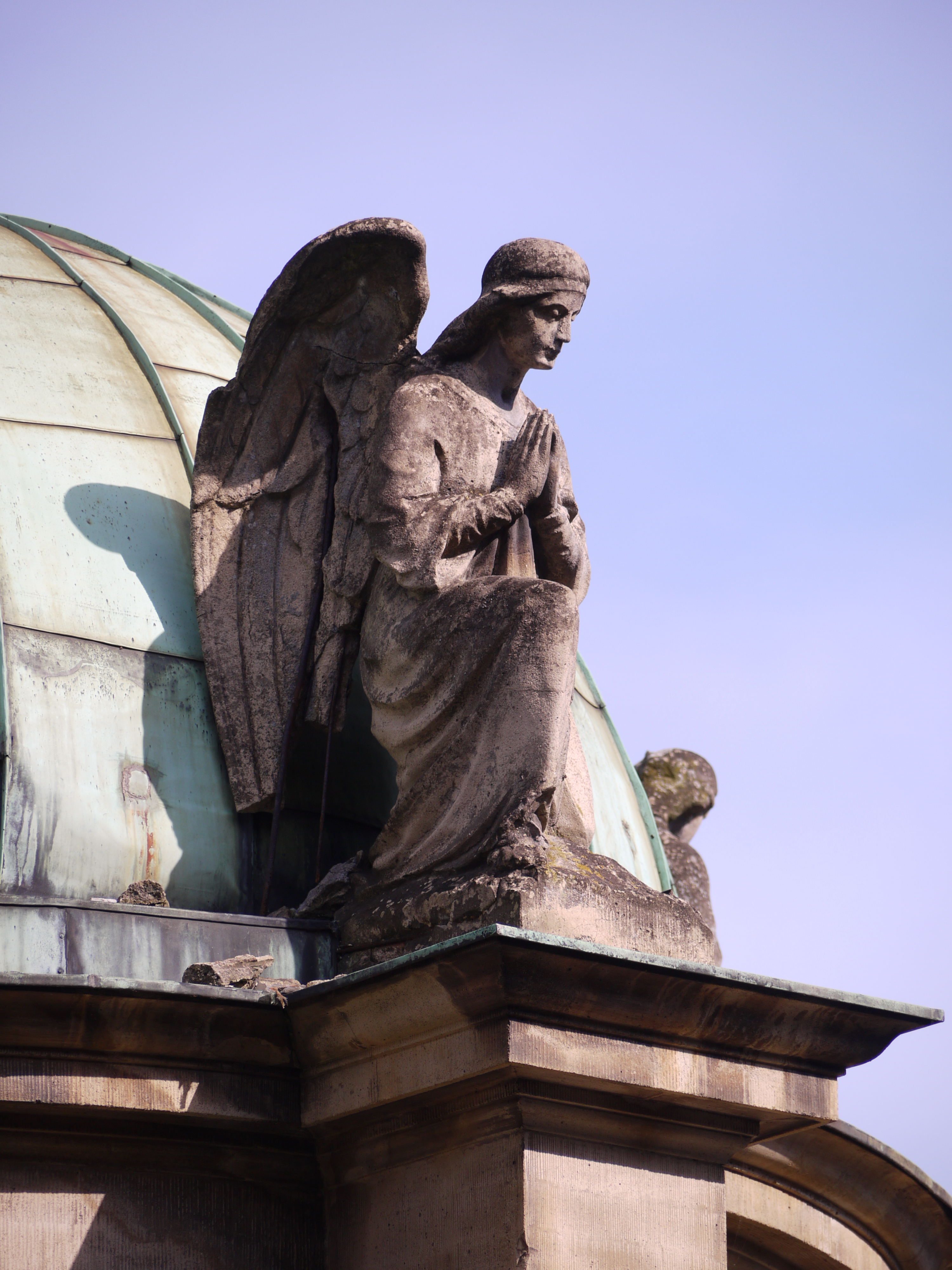
石製の天使像、ポーランド・ソポトの寺院
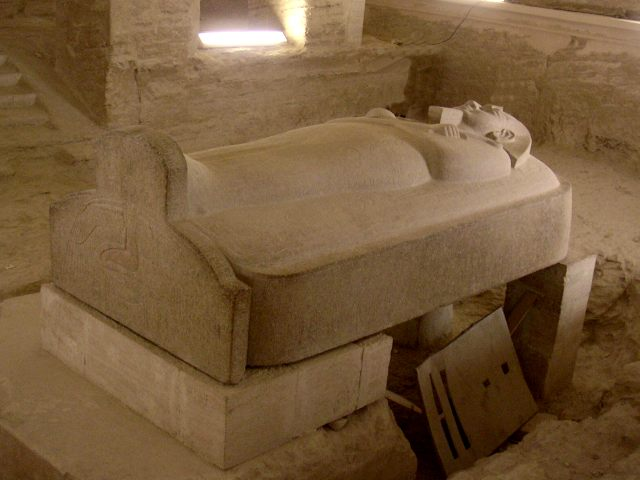
古代エジプト第19王朝第4代ファラオ・メルエンプタハが埋葬されていた石棺（サルコファガス）
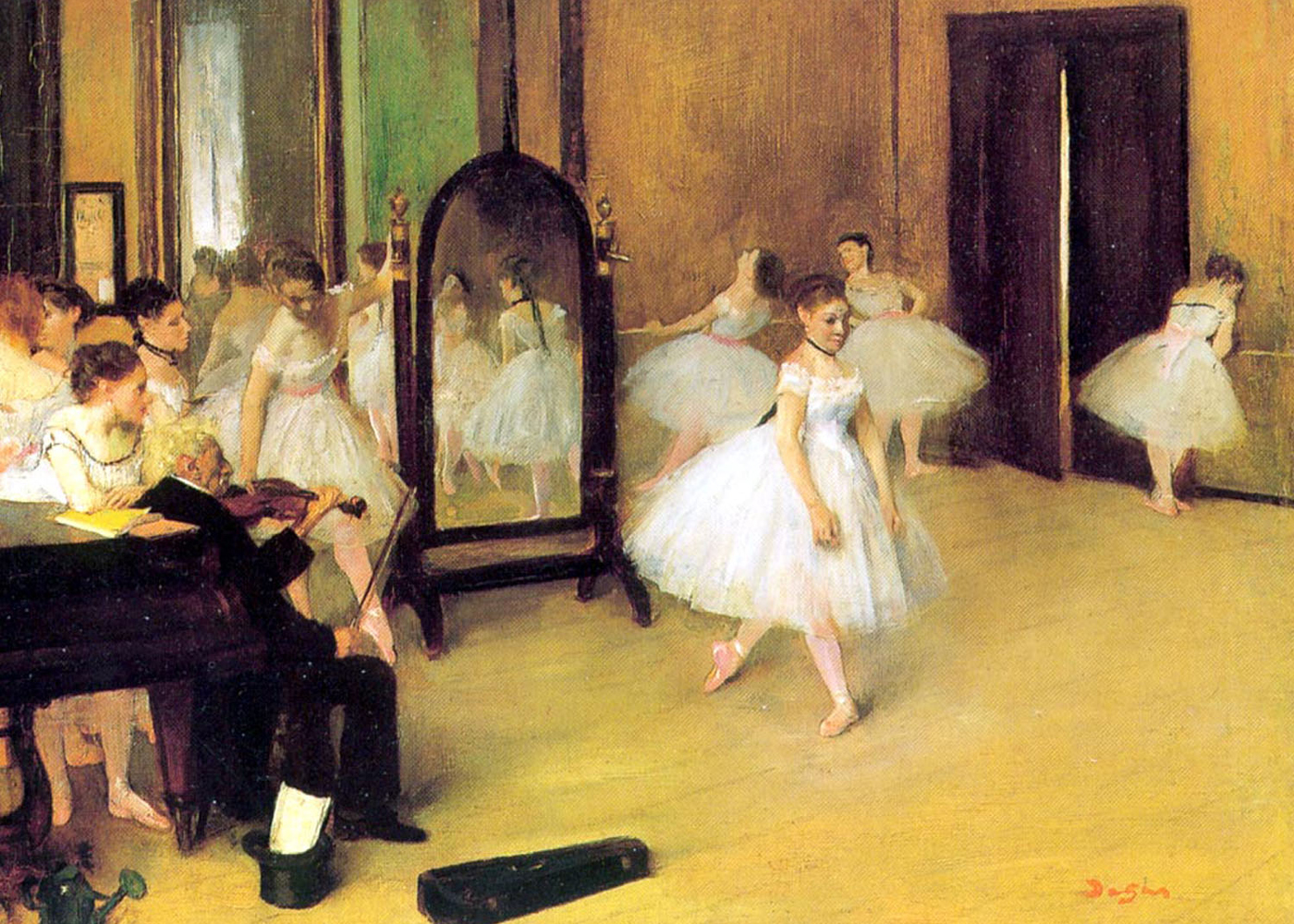
エドガー・ドガ「踊りのレッスン（ダンス教室）」（1871年作、メトロポリタン美術館所蔵）

## 補足
映像の終盤に登場する7枚の絵画のうち1枚はアンリ・マティス作の「オダリスク」を用いていたが、2011年から別の絵画に変更された。
アンリの著作権が当時切れていなかったための変更だが、2025年1月1日にパブリックドメインとなった。